# Mario de Gasperín Gasperín
Mario de Gasperín Gasperín (Córdoba, Veracruz, 18 de junio de 1935) es un obispo católico mexicano actualmente retirado, aunque no tiene ninguna diócesis a su cargo, por la mayoría de edad, sigue ejerciendo su sacerdocio en la dignidad de obispo emérito de la diócesis de Querétaro. Durante su ministerio se desempeñó como obispo de la Diócesis de Tuxpan del 3 de junio de 1983 al 4 de abril de 1989 en que fue nombrado obispo de Querétaro hasta su retiro el 20 de abril de 2011. El Colegio de Consultores lo eligió Administrador Diocesano el 23 de noviembre de 2019 hasta el momento en el que llegará el nuevo Obispo (Mons. Fidencio López Plaza) designado por el Santo Papa. Mons. Mario de Gasperín Gasperín, en su gran trabajo en la Diócesis de Querétaro  logró que el santuario de Nuestra Señora de los Dolores de Soriano  fuera nombrado Basílica Menor por su santidad Benedicto siendo Mon. Mario de Gasperín un Devoto de Nuestra Señora de los Dolores de Soriano. 

## Biografía
Nació en Córdoba Veracruz el 18 de enero de 1935, es el segundo hijo del matrimonio formado por Modesto y Margarita Gasperín.